# Камп Ноу
«Камп Но́у» (кат. Camp Nou, МФА [ˈkam ˈnɔw], в переводе «Новое поле») — стадион футбольного клуба «Барселона». С момента своего открытия в 1957 году стадион принадлежал испанскому футбольному клубу и вначале был назван Estadi del FC Barcelona (Стадион ФК «Барселона»), тем не менее уже тогда его называли «Камп Ноу». Официально своё нынешнее название он получил в 2000 году после игры против футбольного клуба «Реал Мадрид».
Вместимость «Камп Ноу» составляет 99 354 зрителя; это самый большой по вместимости стадион не только в Испании, но и во всей Европе. Стадион является 12-м по вместимости зрителей стадионом мира и вторым в списке стадионов, предназначенных только для футбола, уступая по этому показателю только мексиканскому стадиону «Ацтека».
«Камп Ноу» принимал матчи чемпионата Европы и мира, а также матчи олимпийского футбольного турнира 1992 года, включая финал. Неоднократно на поле проводились и финалы крупнейших еврокубковых турниров. Кроме этого, стадион часто используется как концертная площадка: здесь выступали с концертами Фрэнк Синатра, Майкл Джексон, U2 и др.

## История

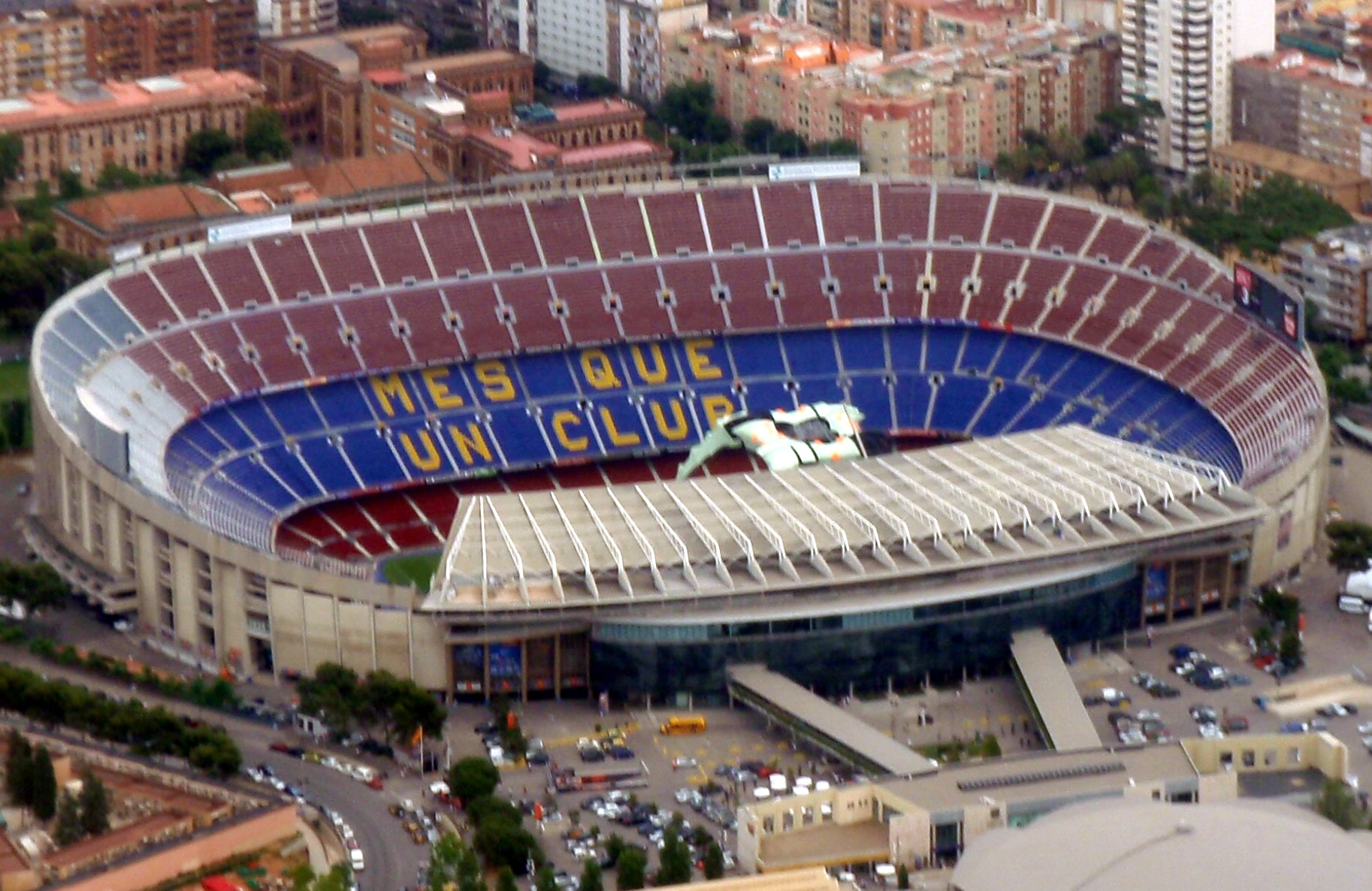
Вид на стадион с воздуха до реконструкции

Стадион был построен, когда президентское кресло «Барселоны» занимал Франсеск Миро-Санс. Он продвинул проект будущего «Камп Ноу» из-за малой вместимости старого стадиона Camp de Les Corts, а также из-за того, что главный конкурент — «Реал Мадрид» построил Estadio Chamartín (ныне известный как «Сантьяго Бернабеу»). Проект нового стадиона «Барселоны» был поручен архитектору Франсеску Митжансу (двоюродному брату Миро-Санса).
Первый камень был заложен в марте 1953 года, а первоначальный бюджет составил 67 миллионов песет. Однако во время работы из-за непредвиденных изменений в почве возникли трудности, что увеличило срок постройки и затраты на стадион, которые достигли 288 миллионов. Клуб рассчитывал покрыть расходы на строительство за счёт продажи участка стадиона Les Corts, но муниципалитет Барселоны на десять лет задержался с переводом земли в другую категорию, что привело к временному дефициту средств. Франсиско Франко простил клубу долг.
Открытие стадиона состоялось 24 сентября 1957 года. С тех пор «Барселона» рассталась со своим бывшим стадионом и стала играть на «Камп Ноу», что дало тысячам болельщиков, которым не хватало места на Les Corts, возможность посещать матчи любимой команды. К моменту открытия «Камп Ноу» был одним из самых больших и величественных стадионов в мире: его вместимость составляла 90 000 мест.

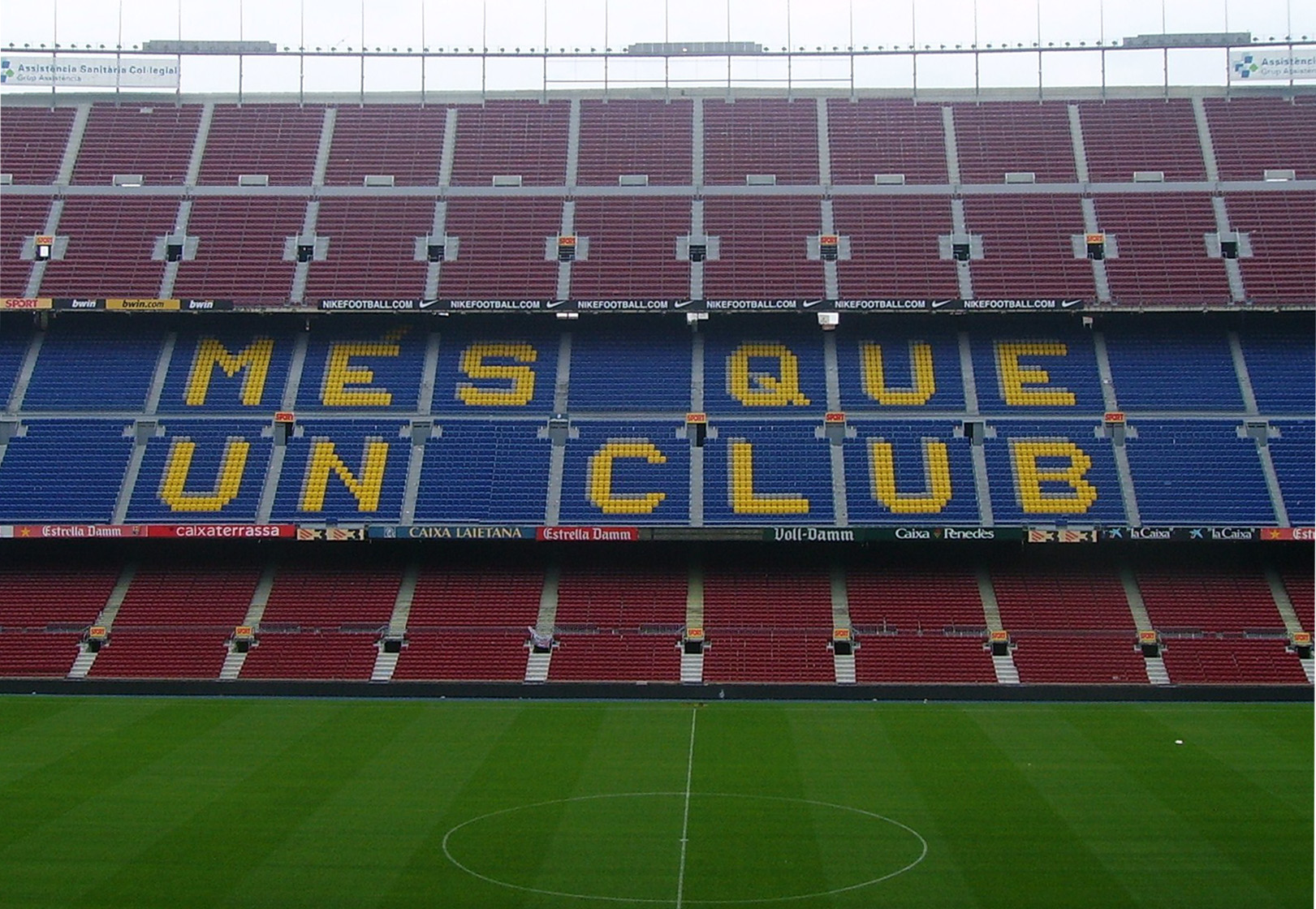
Слоган «Больше, чем клуб» на трибуне «Камп Ноу».

Вначале предусматривалось, что стадион будет носить имя основателя клуба Ганса Гампера, но позже было решено взять более нейтральное: Estadio del Club de Fútbol Barcelona (стадион ФК Барселона).
Тем не менее в народе стадион был известен под названием «Камп Ноу» (что на каталанском языке означает «новый стадион» или «новая земля»), ведь по отношению к Les Corts он был новым. Через восемь лет после открытия стадиона президент Энрик Лаудет собрал совещание, на котором обсуждалось принятие официального названия стадиона. Среди возможных вариантов были Estadi Barça и Estadi Camp Nou, но большинство голосов было отдано Estadio del CF Barcelona. Несмотря на это, большинство болельщиков и журналистов всё равно отдавали предпочтение «Камп Ноу», и по этой причине в 2001 году президент Хуан Гаспар созвал новое собрание, на котором большинство проголосовало за присвоение стадиону этого имени.
Во время сезона 2007—2008 в честь 50-летнего юбилея стадиона для футболистов «Барселоны» была изготовлена специальная форма.

## Открытие
«Камп Ноу» был открыт 24 сентября 1957 года. В честь этого события были организованы памятные мероприятия, одним из которых стала дружеская встреча «Барселоны» и польской «Легии». Матч закончился со счётом 4:2 в пользу каталонцев, а игрок «Барселоны» Эулохио Мартинес забил первый гол в истории нового стадиона.
Первая официальная встреча на стадионе состоялась 6 октября 1957 года. В этом матче, который был вторым в сезоне 1957—1958, «Барселона» встретилась с «Реалом» из Хаэна. К радости болельщиков команда выиграла со счётом 6:1, а авторами забитых мячей были Вилаверде, Тэхада, Кубала и Эулохио Мартинес (3).

## Перестройка стадиона

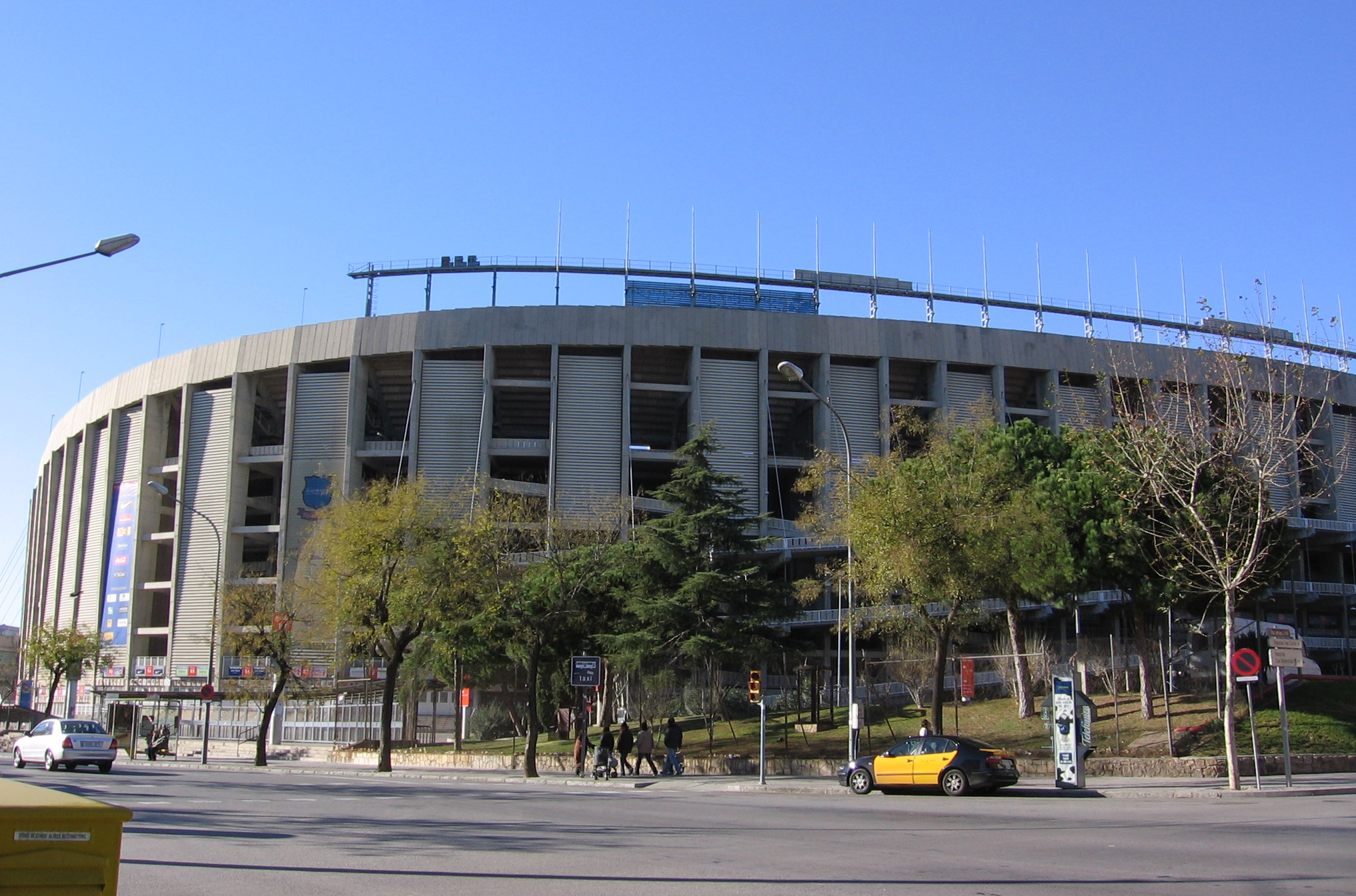
Вид на стадион снаружи

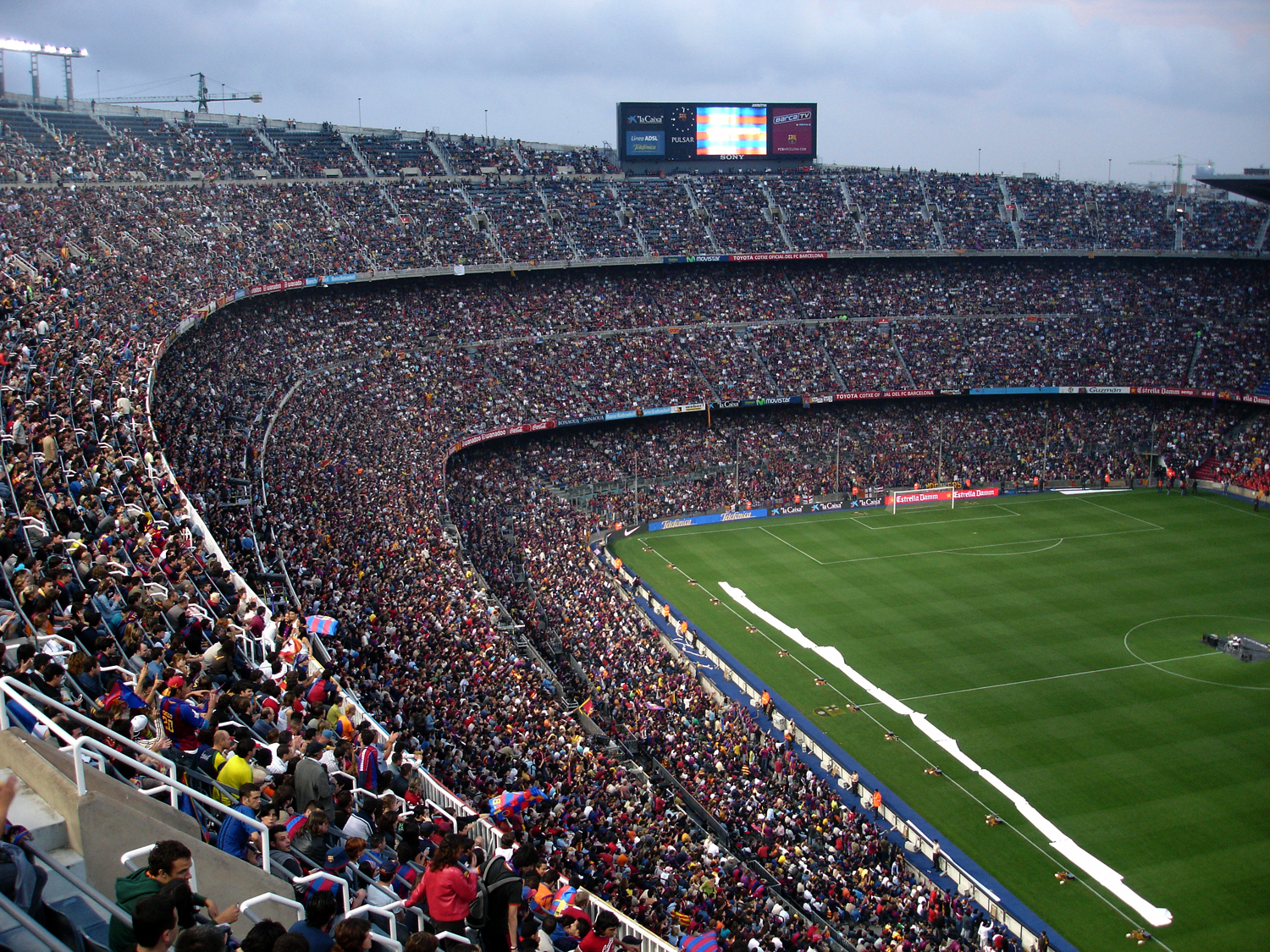
«Камп Ноу» изнутри

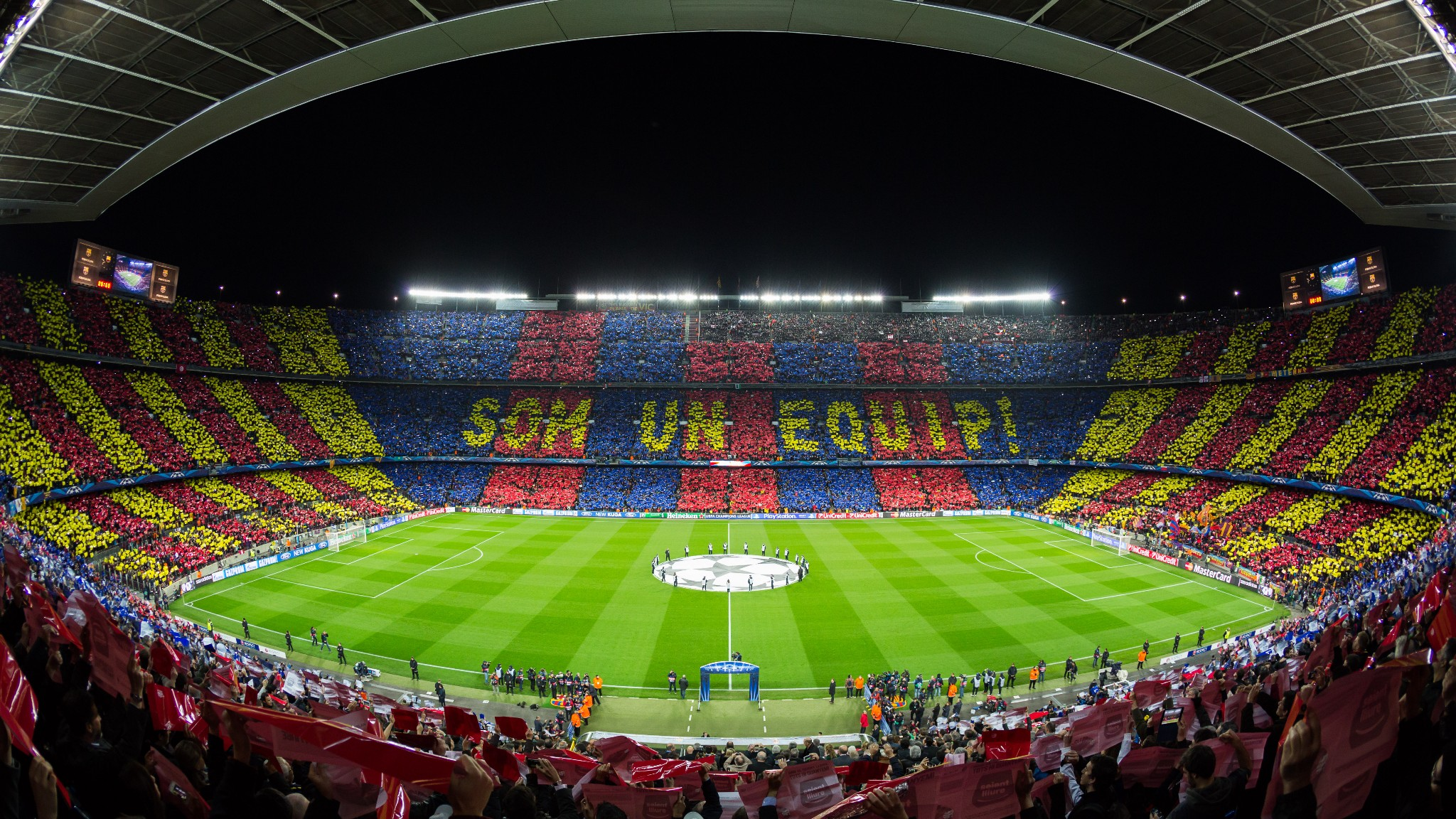
Перфоманс на матче 1/8 Лиги чемпионов 2012/13 против Милана.

«Камп Ноу» перестраивался несколько раз.
Впервые это произошло в 1981 году: стадион был расширен для проведения на нём матчей чемпионата мира по футболу 1982 года, проходившего в Испании. Вместимость «Камп Ноу» была увеличена до 120 000 зрителей. Вторая перестройка была осуществлена в 1998 году в связи с введением УЕФА новых правил, предписывающих то, что все места должны быть снабжены сиденьями. Для того чтобы стадион потерял как можно меньше мест пришлось опустить уровень газона. Теперь вместимость стадиона снизилась до 98 934. Размеры футбольного поля составляют 105×68 метров.
«Камп Ноу» — один из немногих европейских стадионов, которые УЕФА оценивает в пять звёзд.
На территории стадиона находится официальный центр служащих ФК «Барселона», офис руководства и музей футбольного клуба, который является самым часто посещаемым музеем в Каталонии. Кроме того, «Камп Ноу» — это главная часть комплекса, в который также входит «Мини-эстади» (исп. Mini estadi) — двадцатитысячный стадион, на котором тренируются ученики спортивной школы клуба, «Ла Масия» (исп. La Masía) — здание, где живут самые юные воспитанники клуба, и «Палау Блауграна» (исп. Palau Blaugrana) — корпус на 8 000 зрителей, где тренируются баскетбольные, гандбольные, хоккейные и мини-футбольные команды клуба.

### Перестройка в честь пятидесятилетия
В сентябре 2007 года клуб принял проект по перестройке стадиона в честь пятидесятилетия со дня его открытия. Был организован международный конкурс, во время которого в 80 кабинетах архитекторы со всего мира представляли свои проекты. В состав жюри вошли представители клуба, члены государственной администрации и ассоциации каталонских архитекторов. 18 сентября 2007 года стал известен победитель — им стала английская фирма «Фостерс и партнёры» (англ. Foster and Partners), которая была известна по постройке нового стадиона «Уэмбли», виадука Мийо, башни Кольсерола, нового торгового центра в Нью-Йорке.
Первоначальный бюджет составил 250 миллионов евро. Модель проекта впервые была представлена публике перед началом матча между «Барселоной» и «Севильей», который проходил 22 сентября 2007 года.
В 2008 году было решено закончить проект, чтобы начать строительство в 2009 году и закончить его в 2011 или 2012 году. В июне 2022 года началась реконструкция стадиона, по плану работы продлятся до осени 2024 года. Оценочная стоимость реконструкции около 1,5 млрд евро.

#### Усовершенствования стадиона
- Вместимость стадиона должна повыситься с 99 354 до 106 000 зрителей.
- Мест в вип-зоне будет больше на 14 000.
- Будет установлена выдвигающаяся крыша, защищающая все трибуны.
- Будет удвоено пространство для СМИ.
- На фасад будут установлены подвижные плиты из поликарбонатов и стекла, которые позволят создавать световые эффекты более сложные, чем на «Альянц Арене» или барселонской башне Агбар[9].
- Будут построены эскалаторы и лифты для обычных болельщиков.
- Больше приспособлений для инвалидов.

## Музей стадиона
На стадионе функционирует музей, где можно ознакомиться с многочисленными наградами, завоёванными клубами «Барселона» (как футбольным, так и баскетбольным), с документами, видеофильмами, фотографиями и другими материалами, а также спуститься в раздевалку стадиона и посетить комментаторские кабины. Музей очень популярен среди туристов, посещающих Барселону.

## Список важных спортивных событий
Помимо футбольных матчей на стадионе проходило много других спортивных и культурных мероприятий.

### Чемпионат Европы по футболу
На «Камп Ноу» и «Сантьяго Бернабеу» проводилась финальная часть чемпионата Европы по футболу 1964 года. На «Камп Ноу» прошло две встречи — полуфинал и матч за третье место:
| Дата    | Стадия               | Команда 1 |                                           | Счёт |       | Команда 2 | Посещаемость |
| ------- | -------------------- | --------- | ----------------------------------------- | ---- | ----- | --------- | ------------ |
| 17 июня | Полуфинал            | СССР      | Союз Советских Социалистических Республик | 3:0  | Дания | Дания     | 38 556       |
| 20 июня | Матч за третье место | Венгрия   | Венгрия                                   | 3:1  | Дания | Дания     | 3 869        |

### Чемпионат мира по футболу
В 1982 году чемпионат мира проходил в Испании. 13 июня на стадионе состоялась церемония открытия и первый матч чемпионата — Аргентина 0:1 Бельгия.
В целом на стадионе было сыграно пять матчей, и было забито семь голов. За всё это время «Камп Ноу» посетило около 320 000 зрителей, в среднем — 64 000 за игру. На стадионе были проведены следующие матчи:
| Дата    | Стадия       | Команда 1 |           | Счёт |                                           | Команда 2 | Посещаемость |
| ------- | ------------ | --------- | --------- | ---- | ----------------------------------------- | --------- | ------------ |
| 13 июня | Первый раунд | Аргентина | Аргентина | 0:1  | Бельгия                                   | Бельгия   | 95 000       |
| 28 июня | Второй раунд | Польша    | Польша    | 3:0  | Бельгия                                   | Бельгия   | 65 000       |
| 1 июля  | Второй раунд | Бельгия   | Бельгия   | 0:1  | Союз Советских Социалистических Республик | СССР      | 45 000       |
| 4 июля  | Второй раунд | Польша    | Польша    | 0:0  | Союз Советских Социалистических Республик | СССР      | 65 000       |
| 8 июля  | Полуфинал    | Польша    | Польша    | 0:2  | Италия                                    | Италия    | 50 000       |

### Олимпийские игры
8 августа 1992 года на стадионе прошёл финал летних Олимпийских игр 1992 года по футболу: сборная Испании обыграла сборную Польши со счётом 3:2.

### Европейские финалы

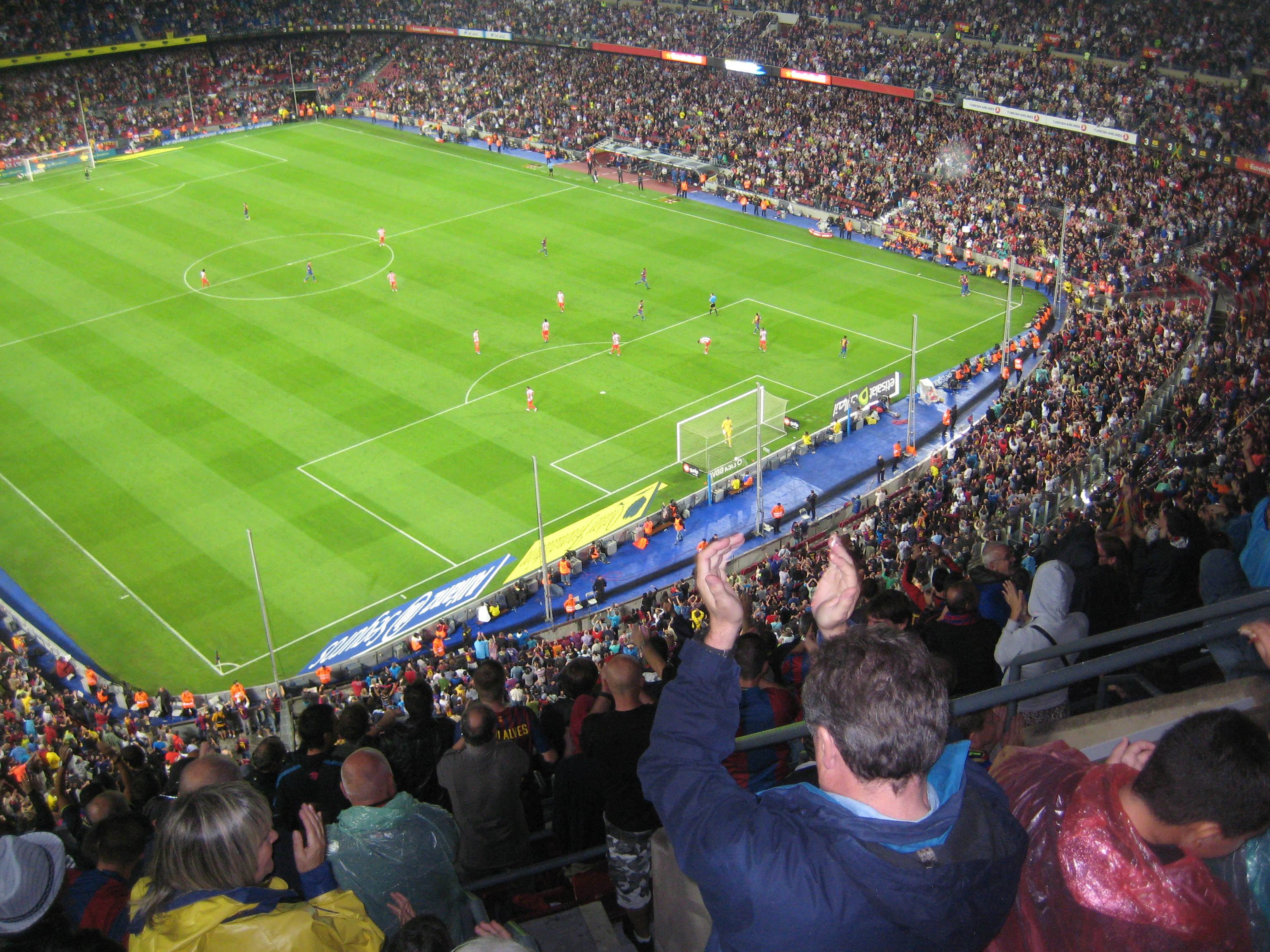
Стадион, 24.09.2011, Барселона — Атлетико Мадрид 5:0

На «Камп Ноу» прошло два финала Лиги чемпионов. 24 мая 1989 года «Милан» победил «Стяуа» со счётом 4:0. Голы были забиты Руудом Гуллитом и Марко ван Бастеном (оба оформили по дублю). Второй финал состоялся 26 мая 1999 года: «Манчестер Юнайтед» выиграл у «Баварии» (2:1).
Также на стадионе было проведено два финала Кубка обладателей кубков. Первая встреча прошла 24 мая 1972 года: «Глазго Рейнджерс» 3:2 «Динамо Москва». Вторая — 12 мая 1982 года: «Барселона» 2:1 «Стандарт».
24 июня 1964 года на «Камп Ноу» прошёл финал Кубка УЕФА: «Реал Сарагоса» выиграл у «Валенсии» со счётом 2:1.
Кроме того, на стадионе было сыграно пять игр за Суперкубок УЕФА:
- 1979 год — «Барселона» 1:1 «Ноттингем Форест». По результатам двух встреч (в то время игралось две встречи: дома и на выезде) победителем стал «Ноттингем Форест».
- 1981 год — «Барселона» 1:0 «Астон Вилла». По результатам двух встреч победителем стала «Астон Вилла».
- 1989 год — «Барселона» 1:1 «Милан». По результатам двух встреч победителем стал «Милан».
- 1992 год — «Барселона» 2:1 «Вердер». Победитель — «Барселона».
- 1997 год — «Барселона» 2:0 «Боруссия». Победитель — «Барселона».

### Испанские финалы
- 23 июня 1963 года — Финал Кубка Испании — «Барселона» 3:1 «Реал Сарагоса».
- 28 июня 1970 года — Финал Кубка Испании — «Реал Мадрид» 3:0 «Валенсия».
- 19 мая 2010 года — Финал Кубка Испании — «Атлетико Мадрид» 0:2 «Севилья»[10][11].
- 30 мая 2015 года — Финал Кубка Испании — «Атлетик Бильбао» 1:3 «Барселона»

### Матчи сборной Испании
- 13 марта 1960 года — Испания 3:1 Италия (товарищеский матч)
- 9 января 1963 года — Испания 0:0 Франция (товарищеский матч)
- 30 апреля 1969 года — Испания 2:1 Югославия (отборочные игры Чемпионата мира)
- 23 февраля 1974 года — Испания 1:0 ФРГ (товарищеский матч)
- 12 октября 1975 года — Испания 2:0 Дания (Чемпионат Европы)
- 26 марта 1980 года — Испания 0:2 Англия (товарищеский матч)
- 12 ноября 1981 года — Испания 1:2 Польша (товарищеский матч)
- 21 января 1987 года — Испания 1:1 Нидерланды (товарищеский матч)

### Матчи сборной Каталонии
- 8 декабря 1966 года — Каталония 3:3 Сборная иностранцев (15 000 зрителей)
- 7 ноября 1968 года — Каталония 2:0 Атланте Мехико (8 000 зрителей)
- 9 июня 1976 года — Каталония 1:1 СССР (35 000 зрителей)
- 22 декабря 2000 года — Каталония 5:0 Литва (47 000 зрителей)
- 28 декабря 2001 года — Каталония 1:0 Чили (57 000 зрителей)
- 18 мая 2002 года — Каталония 1:3 Бразилия (96 700 зрителей)
- 28 декабря 2003 года — Каталония 2:0 Китай (63 416 зрителей)
- 28 декабря 2003 года — Каталония 4:2 Эквадор (67 100 зрителей)
- 25 мая 2004 года — Каталония 2:5 Бразилия (80 000 зрителей)
- 29 декабря 2004 года — Каталония Аргентина (65 320 зрителей)
- 28 декабря 2005 года — Каталония 1:1 Парагвай (32 300 зрителей)
- 8 октября 2006 года — Каталония 2:2 Баскония (56 354 зрителей)
- 24 мая 2008 года — Каталония 0:1 Аргентина (42 380 зрителей)
- 28 декабря 2008 года — Каталония 2:1 Колумбия (29 300 зрителей)
- 22 декабря 2009 года — Каталония 4:2 Аргентина (53 000 зрителей)

### Благотворительные матчи
На стадионе проходили дружеские матчи, прибыль с которых использовалась в благотворительных целях.
- 7 ноября 1968 года — Каталония 2:0 «Атланте Мехико» (8 000 зрителей). Матч в пользу МККК.
- 17 декабря 1980 года — «Барселона» встретилась с командой европейских звёзд. На матче присутствовало 120 000 зрителей, и удалось собрать 35 миллионов песет, которые были переданы в Детский фонд ООН.
- 25 мая 1993 года — «Барселона» против сборной испанской лиги в рамках проекта «Нет наркотикам!».
- 7 ноября 1995 года — Сборная Америки против сборной Европы. На матче присутствовало 35 000 зрителей, а заработанные средства были переданы в Детский фонд ООН, чтобы помочь детям, пострадавшим во время войны в Боснии.
- 27 января 1998 года — «Барселона» против сборной испанской лиги в рамках проекта «Нет наркотикам!».
- 29 ноября 2000 года — «Барселона» против сборной испанской лиги в рамках проекта «Нет наркотикам!».
- 29 ноября 2005 года — «Барселона» против сборной израильских и палестинских игроков — 2:1 («Игра ради мира»).

### Матчи в чью-либо честь
- 6 сентября 1969 года — матч в честь Феррана Оливелья. «Барселона» встретилась с бразильским «Палмейрасом».
- 1 сентября 1976 года — матч в честь Сальвадора Садурни, Энтони Торреса и Хоакина Рифе. «Барселона» встретилась с командой «Стад де Реймс».
- 27 мая 1978 года — матч в честь Йохана Кройффа. Встретились две команды, в которых играл футболист: «Барселона» и «Аякс».
- 24 мая 1981 года — матч в честь Хуана Мануэля Асенси. «Барселона» 2:1 «Пуэбла» (Мексика).
- 1 сентября 1981 года — матч в честь Карлеса Рексача. «Барселона» 1:0 Сборная Аргентины.
- 11 сентября 1984 года — матч в честь Антонио Ольмо и Педро Мариа Артоло. «Барселона» 0:2 «Атлетик».
- 9 октября 1984 года — матч в честь Куини. «Барселона» 2:0 Сборная лиги.
- 5 сентября 1989 года — матч в честь Мигели. «Барселона» встретилась со сборной Болгарии.
- 10 марта 1999 года — матч в честь Йохана Кройффа. Состав «Барселоны» годов «Дрим тим» встретился с командой образца 1999 года.

### Другие исторические матчи
- 24 сентября 1957 года — дружеская встреча в честь открытия стадиона: «Барселона» 4:2 «Легия».
- 6 октября 1957 года — первый официальный матч на стадионе: «Барселона» 6:1 «Реал Хаэн».
- 27 ноября 1974 года — матч, посвящённый 75-летию ФК «Барселона». «Барселона» встретилась со сборной ГДР.
- 28 ноября 1999 года — матч, посвящённый столетию ФК «Барселона». «Барселона» 0:1 «Атлетико Мадрид».
- 28 апреля 1999 года — дружеский матч между «Барселоной» и сборной Бразилии в честь столетия со дня основания клуба.
- 20 марта 2012 года — матч Ла-Лиги против «Гранады» (5:3), в котором Лионель Месси, забив 3 гола, стал лучшим бомбардиром «Барселоны» в официальных матчах за всю историю.
- 8 марта 2017 года — ответный матч 1/8 финала розыгрыша Лиги чемпионов УЕФА против «Пари Сен-Жермен», в котором ФК «Барселона» обыграла французский клуб (6:1) и, впервые в истории, после разгромного поражения в первом матче 0:4, вышла в четвертьфинал турнира.

### Концерты
- 7 июля 1985 года — концерт Луиса Лаха.
- июль 1988 года — концерт Фрэнка Синатры.
- 3 августа 1988 года — концерт Брюса Спрингстина.
- 9 августа 1988 года — концерт Майкла Джексона.
- 8 сентября 1988 года — концерт Хулио Иглесиаса.
- 10 сентября 1988 года — концерт ради прав человека, организованный международной амнистией с участием Брюса Спрингстина, Стинга, Питера Гэбриела, Юссу Н’Дура, Трэйси Чэпмен и El Ultimo de la Fila.
- 13 июля 1997 года — концерт «три тенора»: Хосе Каррерас, Пласидо Доминго, Лучано Паваротти.
- 1 октября 1999 года — концерт Хосе Каррераса в честь столетия Барселоны.
- 7 августа 2005 года — концерт U2.
- 19 и 20 июля 2008 года — концерт Брюса Спрингстина.
- 30 июня и 2 июля 2009 года — концерт U2.